# Nuvolento
Nuvolento (Nigolènt in dialetto bresciano) è un comune italiano di 3 944 abitanti della provincia di Brescia in Lombardia. È situato all'ingresso della Valle Sabbia, 15 chilometri a est di Brescia, lungo una probabile diramazione dell'antica Via Gallica.

## Geografia fisica

### Territorio
Il territorio di Nuvolento si trova ad un'altitudine di 176 m s.l.m. e la sua superficie misura 7,45 km².Oltre due terzi del territorio sono collocati nell’area dell’alta pianura lombarda, mentre poco meno di un terzo appartiene all’area delle Alpi Meridionali; la zona collinare è formata da "corna", termine che indica un tipo di roccia di prevalente composizione calcarea (carbonato di calcio e meno frequentemente carbonato di magnesio) lasciata dagli immensi ghiacciai ritiratisi circa 14.000 anni fa.

## Origini del nome
Sull’origine del nome di Nuvolento ci sono diverse ipotesi:
- L'ipotesi avanzata da Dante Olivieri lo farebbe derivare da novulus o nuvola[8].
- Secondo Paolo Guerrini il nome deriverebbe invece dall’aggettivo latino novus (nuovo), nel senso di terreno bonificato (e per questo nuovo) in riferimento all'opera dei monaci benedettini sul territorio tra il V e il IX secolo d.C.[9].
- Secondo un'altra ipotesi, l'origine del nome sarebbe addirittura antecedente e risalirebbe al V o IV secolo a.C., quando i Galli Cenomani nominarono semplicemente new land (leggibile come niùlent) il nuovo insediamento designato per la sosta e il rifornimento lungo il loro passaggio[10].
- Piero Simoni infine riconduce il nome dialettale Nigolènt alla presumibile forma originaria in latino volgare; nei testi ufficiali antichi sarebbe prevalsa l’esigenza di conferire maggiore formalità al nome volgare, riscrivendolo nei documenti come Nebulentum o Nubulentum e, per questa ragione, l'accostamento a novus o nebula risulterebbe linguisticamente incoerente[11].

## Storia

### Origini
Non ci sono prove relative ad una possibile origine preistorica di Nuvolento, tuttavia in epoca romana il territorio acquisì particolare rilevanza trovandosi lungo una diramazione dell'antica strada romana Brixia-Verona, ai cui lati sorse un tempio pagano con relativo pagus (circoscrizione amministrativa, religiosa e commerciale); lo scavo archeologico condotto nel 1986 sul territorio del Comune ha riportato alla luce i resti di una villa e dodici epigrafi di epoca romana (di cui nove rinvenute nei pressi dell'antica pieve) i quali comproverebbero l’esistenza di un centro particolarmente importante.

### Età medievale
Nei secoli IV-V d.C. al pagus romano si sostituì la pieve romanica, ossia un nucleo civile con valenza strategica militare e sociale, formato da popolazione cristiana insediata nella campagna, con annessi luoghi di culto e cimitero. Fu costituito così a Nuvolento uno dei centri più antichi e vasti della Diocesi di Brescia, il quale univa una porzione di territorio compresa tra Rezzato e Gavardo. Sul precedente tempio pagano sorse inoltre la chiesa plebanale dedicata dapprima a Santa Maria Assunta e successivamente a Santa Stefania, la quale però non compare nel Martirologio Romano e per questo si suppone che, per equivoco, il nome sia stato preso e riadattato da quello di Santo Stefano, al quale era già stata dedicata la festa parrocchiale della pieve stessa.
La costruzione del monastero di Serle e la conseguente presenza dei monaci benedettini sul territorio fu strettamente legata alle vicende della Pieve e della comunità di Nuvolento per almeno quattro secoli, dal IX secolo al XV secolo. Dopo una lunga opera di bonifica e coltivazione dei terreni circostanti, i monaci si occuparono quindi di fondare la basilica avvalendosi probabilmente del supporto economico di un principe longobardo il cui dominio si estendeva da Rezzato alla Valle Sabbia.
Qualche anno dopo la formazione del Comune nel 1204, un documento datato del 1215 registra la richiesta all'abate da parte del signore della corte e del castello di Nuvolento per il riconoscimento dei diritti del Comune. Non trovando un accordo le due parti, si svolse in Broletto a Brescia un processo che si concluderà con la riconferma dei poteri del monastero su quelli del castello.
Il monastero, trovandosi già in uno stato di declino, non poté tuttavia arrestare il graduale passaggio di autorità dalle mani monastiche a quelle comunali e il Comune finì per acquisire successivamente sia i diritti che le proprietà ecclesiastiche; negli ultimi decenni del XIII secolo il monastero venne definitivamente abbandonato.

### Età moderna
Continui passaggi di eserciti portarono la pieve ad uno stato di decadenza e la popolazione decise quindi di spostarsi ai piedi della strada di Serle, formando progressivamente il nucleo dell’attuale Comune. Nel nuovo centro, venne eretta una chiesa attorno al XIV secolo e inaugurata poi come nuova parrocchiale dedicata alla Madonna della Neve attorno al XVI secolo. Da quel momento, la nuova parrocchiale sostituì la basilica della pieve, sempre più abbandonata e percepita ormai lontana dal centro.
Tra il 1483 e il 1529 la località di Nuvolento venne provata ulteriormente da ripetute ondate di pestilenza oltre che dal passaggio di truppe, tra i quali i lanzichenecchi che provocarono danni considerevoli. Disastrosa fu l’epidemia pestilenziale del 1630 e ulteriori danneggiamenti furono arrecati dal passaggio di altri eserciti tra il 1702 e il 1705.

### Età contemporanea
Nel 1796 Nuvolento fu percorso dalle truppe napoleoniche e nel successivo periodo entrò a far parte del Distretto del Naviglio nella Quadra della Montagna. Eventi importanti inerenti alla dominazione napoleonica furono la costruzione del nuovo cimitero tra il 1808 e il 1809 e la soppressione dei beni ecclesiastici. All'occupazione napoleonica seguì quella austriaca, i cui contributi principali furono la costruzione della pesa pubblica tra il 1831 e il 1834 e lo sviluppo dell’insegnamento pubblico. Diversi cittadini nuvolentesi parteciparono alle insurrezioni delle Dieci giornate di Brescia e per questo, nel 1849, il comune dovette subire gravose imposizioni militari da parte degli austriaci. In seguito all'indipendenza ottenuta dall'Austria e alla formazione del Regno d'Italia, si registra che per anni politicamente prevalsero gli zanardelliani e che nel 1904 venne aperta una scuola serale.
Durante gli anni di dittatura fascista, si susseguirono sporadiche rappresaglie da parte dei fascisti nei confronti di cittadini dissidenti e nel 1927 Nuvolento venne accorpato con il comune Paitone. Nel periodo post bellico, dal 1946 al 1971, le principali azioni della nuova amministrazione democratica furono quelle di ampliare l’edificio scolastico, di costruire un nuovo acquedotto e infine di migliorare l’illuminazione elettrica in tutto il paese. Nel 1969 venne istituita una nuova scuola media presso l’edificio delle scuole elementari e solo nel 1984 fu trasferita in un edificio a sé stante.

### Simboli
Il gonfalone è un drappo partito di bianco panna e di verde scuro caricato dell'Arma.

## Monumenti e luoghi di interesse

### Architetture religiose

#### Pieve di Santa Stefania
In epoca medievale, è stata la chiesa plebana o matrice di riferimento per la pieve dalla quale si sono poi progressivamente distaccate le parrocchie dei paesi circostanti. Probabilmente edificata sulle rovine di un tempio pagano dopo il IV-V secolo d.C., la sua forma attuale viene fatta risalire da Gaetano Panazza al XI o XII secolo. Intitolata per un equivoco a Santa Stefania, figura non presente nel Martirologio Romano, ad oggi è l’unico edificio rimanente dell’antica pieve e l'attuale basilica ha assunto essa stessa per estensione il nome Pieve. Dal punto di vista architettonico, l'edificio presenta un'unica navata rettangolare suddivisa in tre arcate archiacute risalenti al XIV o XV secolo che ricalcano il nucleo presbiteriale più antico mentre l'abside e la parte inferiore del campanile risalgono ad un periodo antecedente compreso tra il XI e l'inizio del XII secolo; questi elementi appartengono allo stile lombardo-cluniacense tipico delle zone bresciane di quel periodo, mentre gli altari laterali e le cappelle sono stati aggiunti successivamente.

#### Chiesa di Santa Maria della Neve

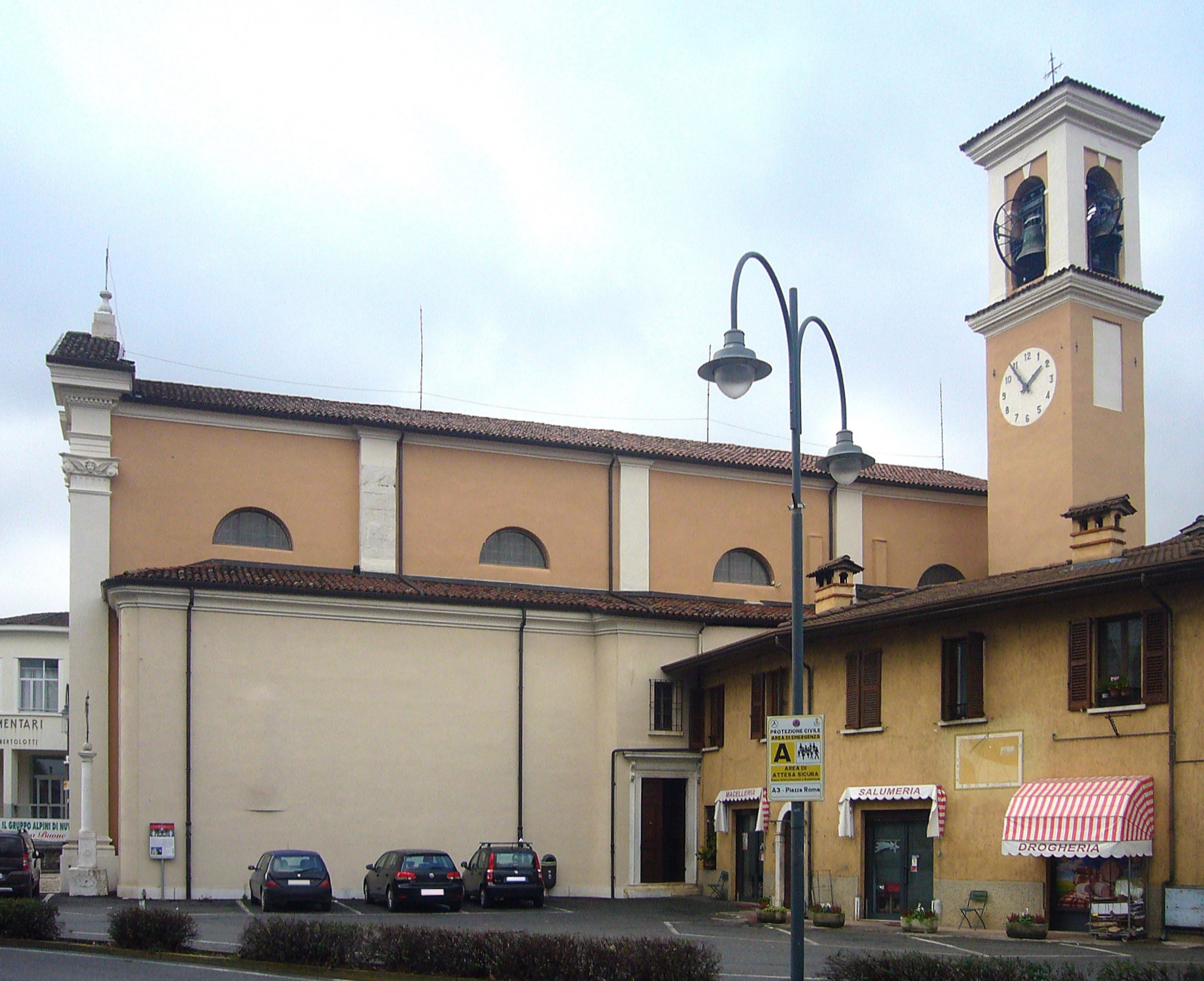
La chiesa parrocchiale

Probabilmente costruita nel XIV secolo, la sua importanza crebbe gradualmente nei secoli, tanto che nel XVI secolo prese il posto dell'antica basilica plebana in qualità di parrocchia.  La chiesa venne ricostruita verso la metà del XVIII secolo a causa di problemi dovuti al crollo di alcune parti e all’umidità che ne intaccò la conservazione; venne deciso inoltre di allungarla di un’arcata per collocare il battistero e l’altare del S. Cuore e di risistemare la facciata. La chiesa odierna si presenta con una facciata in stile neoclassico lineare e internamente ha una navata unica; le pareti sono decorate con affreschi raffiguranti santi della tradizione cattolica eseguiti in occasione del restauro del 1948 ad opera dei pittori Mario Pescatori e Giuseppe Simoni mentre l’opera pittorica di maggior rilievo contenuta al suo interno è la pala raffigurante La visione di S. Liberio papa sull’Esquilino ad opera del Pittore Andrea Celesti, realizzata nel 1695.

#### Chiesa di Sant'Andrea
Le origini di questa chiesa vengono collegate al monastero benedettino di Serle e la sua esistenza viene già attestata in un documento del 1138. Dedicata all'apostolo Andrea, la chiesetta romanica presenta una navata unica con tetto a capanna e abside semicircolare; solo il lato settentrionale è stato preservato sino ad oggi, gli affreschi originari son andati perduti nel corso dei secoli e sia la facciata sia il lato sud sono rifacimenti successivi. La chiesa è stata restaurata nel 1930.

### Siti archeologici

#### La villa romana della Pieve

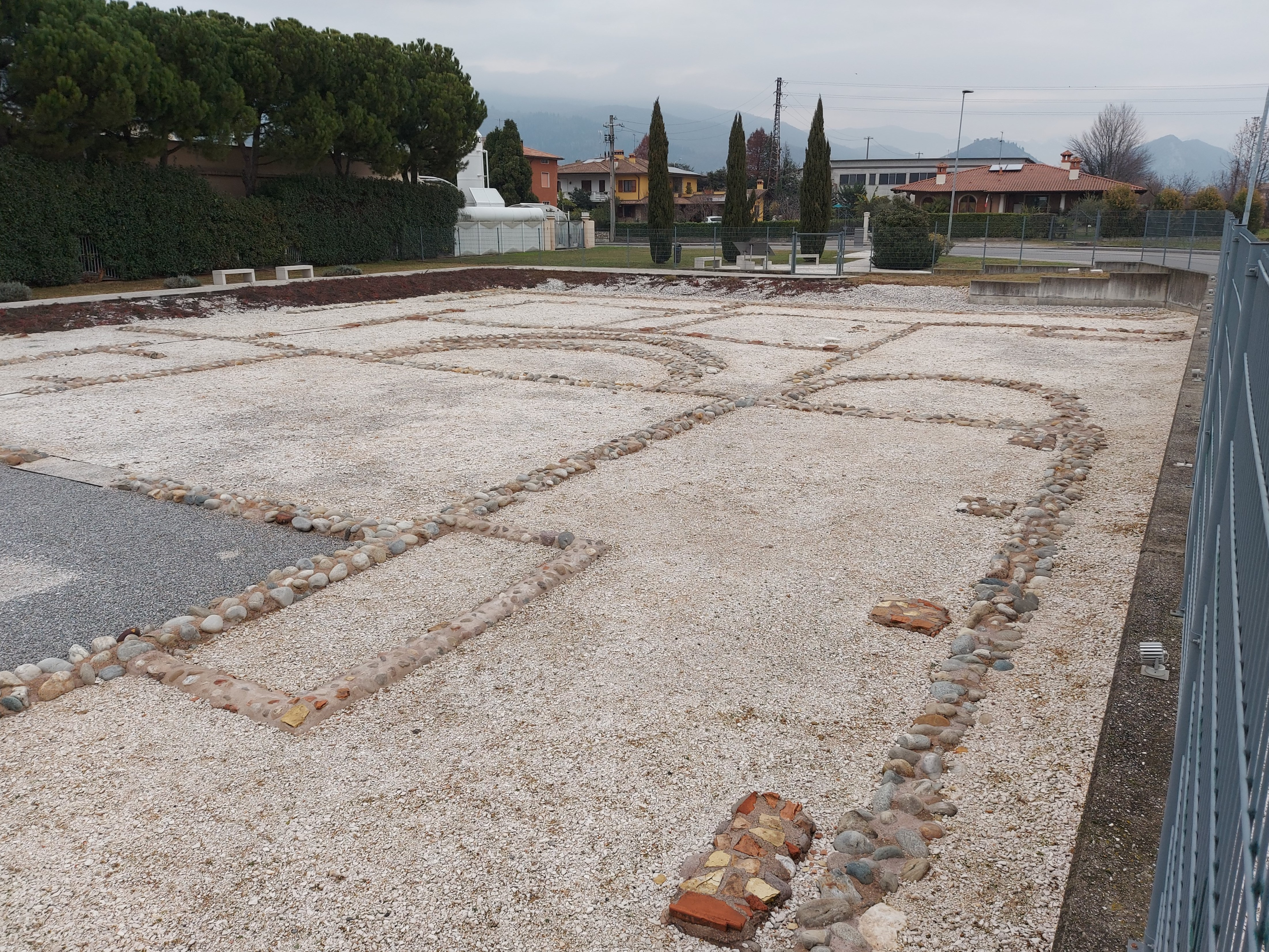
La Villa Romana

Il sito si trova poco distante dall’area dell’antica pieve romanica da cui prende il nome e, già individuato nel 1982, è stato scoperto nel 1986 durante uno scavo che portò alla luce resti di strutture murarie di età romana. Il complesso residenziale e produttivo fu edificato nella prima età imperiale in una posizione strategica di raccordo tra Brixia e Verona, lungo una probabile diramazione della Via Gallica che raccordava Brixia con la Val Sabbia e il Lago di Garda. La villa romana fu indagata nel corso di campagne di scavo tra il 1986 e 1987, le quali rivelarono un edificio databile al I-II secolo d.C. con corpo centrale absidato rettangolare privo di pavimentazione (eccetto qualche traccia di laterizio, cocciopesto e mosaico) e un cortile quadrato delimitato da una canaletta in marmo. Nel 1995 è stata effettuata un’ulteriore indagine nella stessa area la quale ha portato alla scoperta dell’edificio termale annesso fornito di calidarium e praefurnium, ciò a riconferma del carattere residenziale dell’edificio in questione. Tra il 2011 e il 2012 è stato eseguito un intervento di restauro al fine di riportare a vista la struttura della villa romana e di conservarla all’aperto senza tettoia di copertura.

## Società

### Evoluzione demografica
Abitanti censiti

## Infrastrutture e trasporti
Il territorio comunale è attraversato da entrambe le versioni della strada statale 45 bis Gardesana Occidentale. Da quella vecchia, strada provinciale 116 Villanuova sul Clisi-Virle Treponti, si dirama la provinciale 41 diretta a Serle, mentre quella nuova passa a fianco del Naviglio Grande bresciano.
Dal 1881 fino al 1931, parte della carreggiata ordinaria della strada provinciale 116, fu occupata dalla tranvia Brescia-Salò-Gargnano che serviva il comune con la fermata omonima. Dal 1897 fino al 1968 a fianco del Naviglio di Brescia correva la ferrovia Rezzato-Vobarno: per un certo periodo, nei pressi del casello ferroviario 8+301 fu attiva la fermata facoltativa di Nuvolento che fu anche impiegata dal servizio tranviario tra il 1931 e il 1954.
Nel 1931, con la soppressione dell'infrastruttura tranviaria tra Treponti e Tormini, fu istituita l'autolinea extraurbana Treponti-Paitone. Nel 1954, questa fu inglobata nell'autolinea Brescia-Gargnano che, dal 2009, è identificata come S202 ed è gestita da Arriva Italia nell'ambito del consorzio Trasporti Brescia Nord. Nuvolento è inoltre capolinea dell'autolinea LN028 per Serle, anch'essa gestita dal consorzio suddetto.

## Amministrazione
Nella tabella vengono elencati gli ultimi sindaci di Nuvolento.
| Periodo | Periodo   | Primo cittadino    | Partito      | Carica      | Note |
| ------- | --------- | ------------------ | ------------ | ----------- | ---- |
| 1899    | 1908      | Giovanni Mazzola   |              | Sindaco     |      |
| 1908    | 1915      | Giuseppe Viani     |              | Sindaco     |      |
| 1921    | 1922      | Vincenzo Massardi  |              | Sindaco     |      |
| 1926    | 1930      | Disma Massardi     |              | Podestà     |      |
| 1930    | 1934      | Ferruccio Massardi |              | Podestà     |      |
| 1934    | 1943      | Giovanni Averoldi  |              | Podestà     |      |
| 1943    | 1944      | Tullio Tondini     |              | Commissario |      |
| 1945    | 1946      | Vincenzo Massardi  |              | Sindaco     |      |
| 1946    | 1960      | Astorre Mazzola    |              | Sindaco     |      |
| 1960    | 1964      | Luigi Franzoni     |              | Sindaco     |      |
| 1964    | 1966      | Astorre Mazzola    |              | Sindaco     |      |
| 1966    | 1975      | Carlo Massardi     |              | Sindaco     |      |
| 1975    | 1990      | Pietro Ancolli     | DC           | Sindaco     |      |
| 1990    | 1995      | Angelo Pasini      | lista civica | Sindaco     |      |
| 1995    | 2004      | Pietro Pagliardi   | lista civica | Sindaco     |      |
| 2004    | 2014      | Angelo Pasini      | lista civica | Sindaco     |      |
| 2014    | 2024      | Giovanni Santini   | lista civica | Sindaco     |      |
| 2024    | in carica | Pietro Pagliardi   | lista civica | Sindaco     |      |